# Lom (district de Strakonice)
Pour les articles homonymes, voir Lom.
Lom (en allemand : Bruch de 1939 à 1945) est une commune du district de Strakonice, dans la région de Bohême-du-Sud, en République tchèque. Sa population s'élevait à 120 habitants en 2020.

## Géographie
Lom se trouve à 8 km à l'est-sud-est de Blatná, à 18 km au nord-nord-ouest de Strakonice, à 61 km au nord-ouest de České Budějovice et à 81 km au sud-ouest de Prague.
La commune est limitée par Myštice au nord, par Mirotice à l'est et au sud-est, par Sedlice au sud et par Škvořetice et Buzice à l'ouest.

## Histoire
La première mention écrite du village date de 1341.

## Transports
Par la route, Lom se trouve à 10 km de Blatná, à 26 km de Strakonice, à 71 km de České Budějovice et à 117 km de Prague.